# Un topo entre los pitufos
Un topo entre los pitufos (en el francés original Une taupe chez les Schtroumpfs) es una historieta de la serie Los Pitufos creada por Peyo.

## Trayectoria editorial
Apareció originalmente en el número 10 de la revista infantil Schtroumpf!, publicado en agosto de 1990.
Al año siguiente, se recopiló en el decimoquinto álbum de la colección, el encabezado por El extraño despertar del Pitufo Perezoso, junto a El tren de los pitufos, El pitufo y su dragón y Los pitufos bomberos.

## Argumento
El Pitufo con Gafas es víctima de uno de los regalos explosivos del Pitufo Bromista. Cuando el Pitufo con Gafas se está lavando la cara, el Pitufo Bromista le roba las gafas para fingir que es él y el Pitufo con Gafas tropieza por todas partes en busca de sus gafas. De pronto, ocurre lo que parece un terremoto, pero en realidad es un topo. El topo escapa, pero el Gran Pitufo, que quiere saber por qué el topo está cavando por todas partes, lo sigue el acompañado del Pitufo Manitas y el Pitufo Bromista (a quien confunde por el Pitufo con Gafas) y el verdadero Pitufo con Gafas también los sigue, para recuperar sus gafas. El topo termina frente a la casa del brujo Gargamel, el cual trata de lanzarle algunos petardos. 
Los pitufos descubren que las excavaciones al azar del topo se deben a que es miope (incluso para ser un topo) y le dan las gafas del Pitufo con Gafas. El topo cava un nuevo túnel que le permite escapar de la casa de Gargamel junto con los pitufos, quienes le permiten quedarse con las gafas. El Gran Pitufo le dice al Pitufo con Gafas que el Pitufo Manitas le hará gafas nuevas, pero cuando el Pitufo con Gafas quiere preguntar si están listas, está tan cegatón que le pregunta por error al Pitufo Cocinero.